# Шостек (деревня)
Шостек (пол. Szostek) — деревня в Польше, расположенная в Мазовецком воеводстве, в Седлецком повете, в гмине Водыне.
Расположена примерно в 6 км к северо-востоку от Водани, в 19 км к юго-западу от Седльце и в 73 км к востоку от Варшавы.
Верующие Римско-католической церкви принадлежат к приходу св. Анджея Боболи в Руде Волиньской.

## Усадьба
Адрес Szostek, 28
Интересными примерами являются усадебный комплекс в Szostku с кирпичным особняком 1905 года и хозяйственными постройками конца 19 века. В парке, окружающем усадьбу, в основном растут вязы, липы, клены и одиночные насаждения дуба, граба и лиственницы.
Имущество в Szostku принадлежало семье Пщулковских. В 1905 году на месте разрушенной от старости лиственничного дома построили каменный. Архитектором здания был зять Юзефа Пщулковского, архитектор Кароль Янковский. Янковский был профессором архитектурного факультета Варшавского технологического университета.
Дом построен из цельнокерамического кирпича, оштукатурен. Установлен на фундаменте из цельнокерамического кирпича; в нижней части на полевых камнях на известковом растворе. Оштукатурен с двух сторон. Цементный пол. Деревянные полы, обшитые балками. Деревянный потолок, балочный потолок, дощатый потолок, покрытый камышом, оштукатуренный. Деревянная стропильная ферма, стропильная и табурная конструкция с подкосами, скрепленная с помощью воротниковых балок. Крыша покрыта керамической черепицей. Многоплановые, двух- и трехстворчатые окна, полукруглые мансарды вверху фасада, окуляры вверху. Наружные и внутренние деревянные двери, двери с оконными рамами, филенчатые двери, одно- и двустворчатые двери на железных петлях. Отдельно стоящие дымоходы соединяются с пожарными устройствами с помощью наклонных соединительных труб. «Инъекция» из кирпича, облицованного глиной. Изразцовые печи, четырёхкомфорочные изразцовые плиты. Деревянная лестница.
Он возведен в плане прямоугольной формы с выступом в северном углу. Спереди парадный вход. Здание имеет широкий фасад, двухпролетный, состоящий из просторного холла, из которого слева (южная) находится гостиная, а справа — столовая. Из угла коридора на чердак ведет единственный лестничный пролёт. По оси дверь в коридор, идущий вдоль здания, из которого выходят на меньшие комнаты. Из прихожей есть вход в большую подсобную часть: кухню с двумя кладовыми.
Одноэтажное здание в форме куба, покрытое полушатровой крышей. В углу на севере. прямоугольная, двухэтажная пристройка, покрытая двускатной крышей. Спереди асимметрично расположенный четырёхколонный портик. Колонны портика расположены наклонно, на уровне образовавшейся нижней террасы. Терраса опирается на колонны.
Фасады оштукатурены, гладкие, окрашенные. Передняя четырёхосная, несимметричная. Западный, пятиосный. Верхняя трехосная с окнами по осям; оконные проемы в кровлях. Впереди четырёхколонный портик с тосканскими колоннами; сверху чердак обнесен пилястровыми лентами, увенчанными треугольным фронтоном. Полукруглое окно в фронтальной зоне.
Интерьер был преобразован в западной и северной частях для нужд жителей, служащих совхозов. Стены оштукатурены, окрашены клеевыми красками, потолки побелены, деревянные полы окрашены масляными красками. В некоторых комнатах изразцовые печи, в кухне изразцовые плиты с четырьмя плитами, а на кухне — большая печь для хлеба. Изделия из дерева в основном оригинальные. Цоколь в северной части сводчатый.
Рядом с усадьбой с юго-восточной стороны находится конюшня-каретник. Изготовлена из полевого камня и керамического кирпича. Устанавливается на фундамент из полевого камня на известковом растворе. Пол цементный, залитый. Деревянный потолок из голого бруса. Деревянная стропильная ферма, стропильная и табурная конструкция с подкосами, скрепленная с помощью воротниковых балок. Крыша покрыта гофрированным асбестом. Двустворчатые, многоярусные окна, закрытые сегментной аркой. Двери наружные — деревянные, рамные, двустворчатые, на железных петлях, обшитые противоположно расположенной «елочкой», закрытые сегментной аркой.
Построена по плану буква L — два прямоугольника, поставленных под прямым углом. Однопутный, трехчастный. Корпус здания одноэтажный, прямоугольной формы, покрыт двускатной крышей под прямым углом. Без штукатурки, каменные фасады. Уголки, оконные проемы, порталы из керамического кирпича, оштукатурены.
Немного восточнее усадьбы находится зернохранилище. Фасад, обращенный на запад. Изготовлен из полевого камня и керамического кирпича. Устанавливается на фундамент из полевого камня на известковом растворе. Пол цементный, залитый. Деревянный потолок из голого бруса. Деревянная стропильная ферма, стропильная и табурная конструкция с подкосами, скрепленная с помощью воротниковых балок. Крыша покрыта гофрированным асбестом. Двустворчатые окна с прямым закрытием. Двустворчатые входные двери на железных петлях, обитые листовым металлом.
Построен по прямоугольному плану. Интерьер однокомнатный, разделенный четырьмя парами деревянных колонн, поддерживающих балки балок, на которых размещены балки перекрытия. Корпус зернохранилища одноэтажный, прямоугольной формы, покрыт двускатной крышей. Углы здания укреплены. Неоштукатуренные, каменные фасады. Уголки, оконные проемы, порталы из бетонных блоков.
В 1975—1998 годах административно принадлежала к Седлецкому воеводству.

## Население
По данным переписи населения и жилищного фонда 2011 года, население деревни Szostek составляет 144 человек.